# هانوفر (نيويورك)
هانوفر (بالإنجليزية: Hanover, New York)‏ هي بلدة أمريكية تقع في الولايات المتحدة في مقاطعة تشاتاقوا، نيويورك. يقدر عدد سكانها بـ 7,127 نسمة ومساحتها 128.1 كم2 وترتفع عن سطح البحر 290 متر.